# الوارس

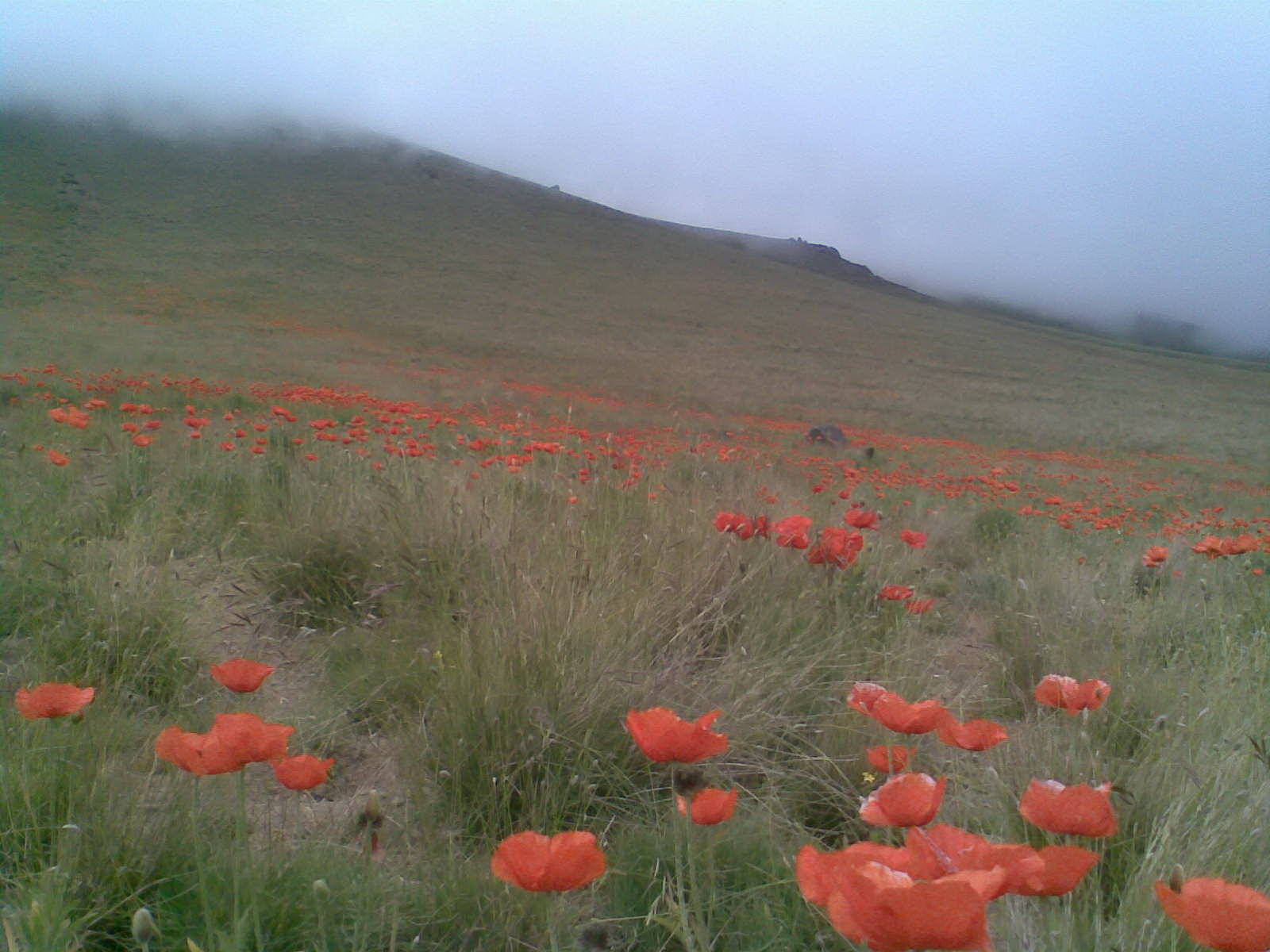
آلوارس دامنه های سبلان

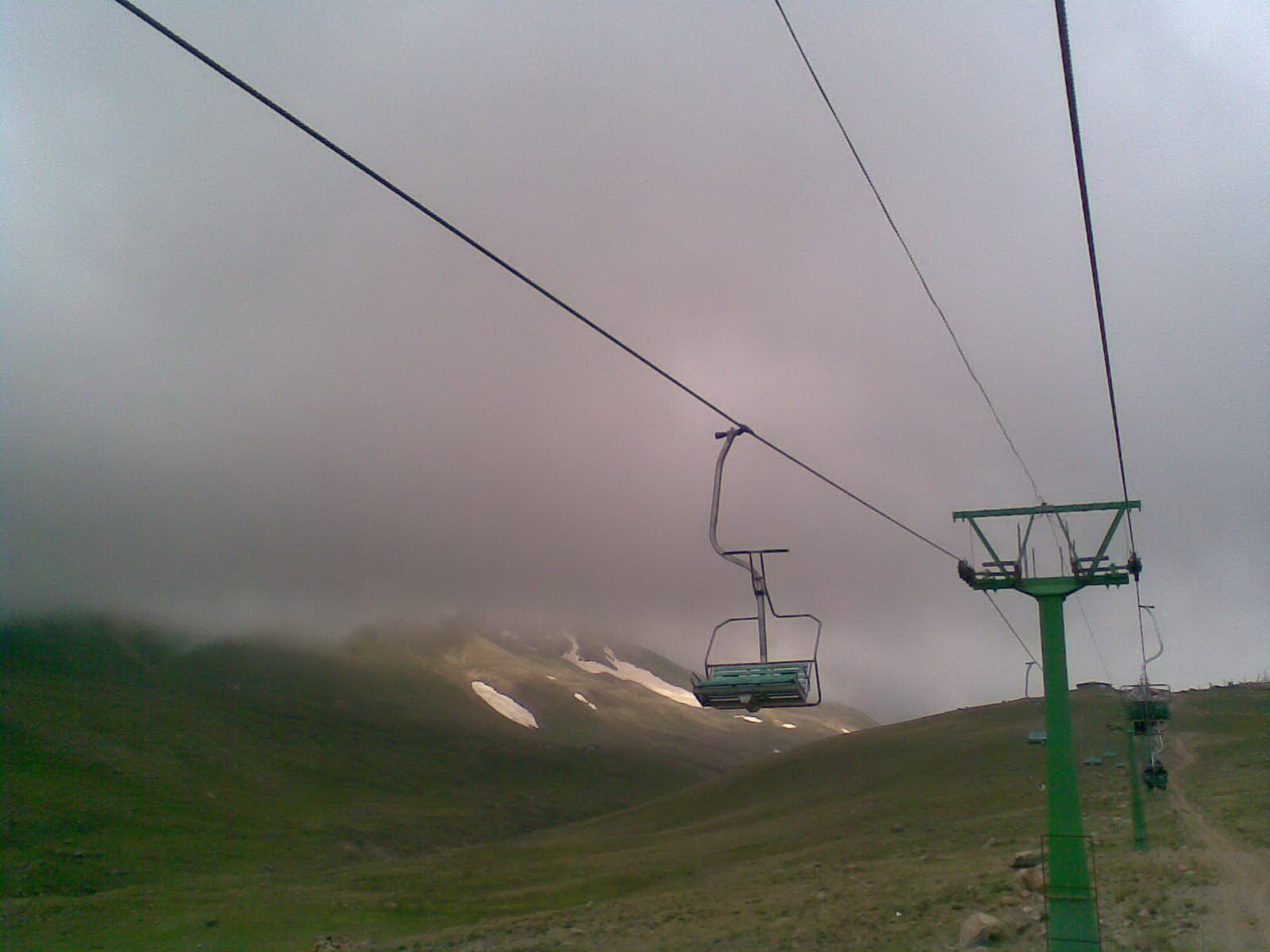
تله کابین آلوارس

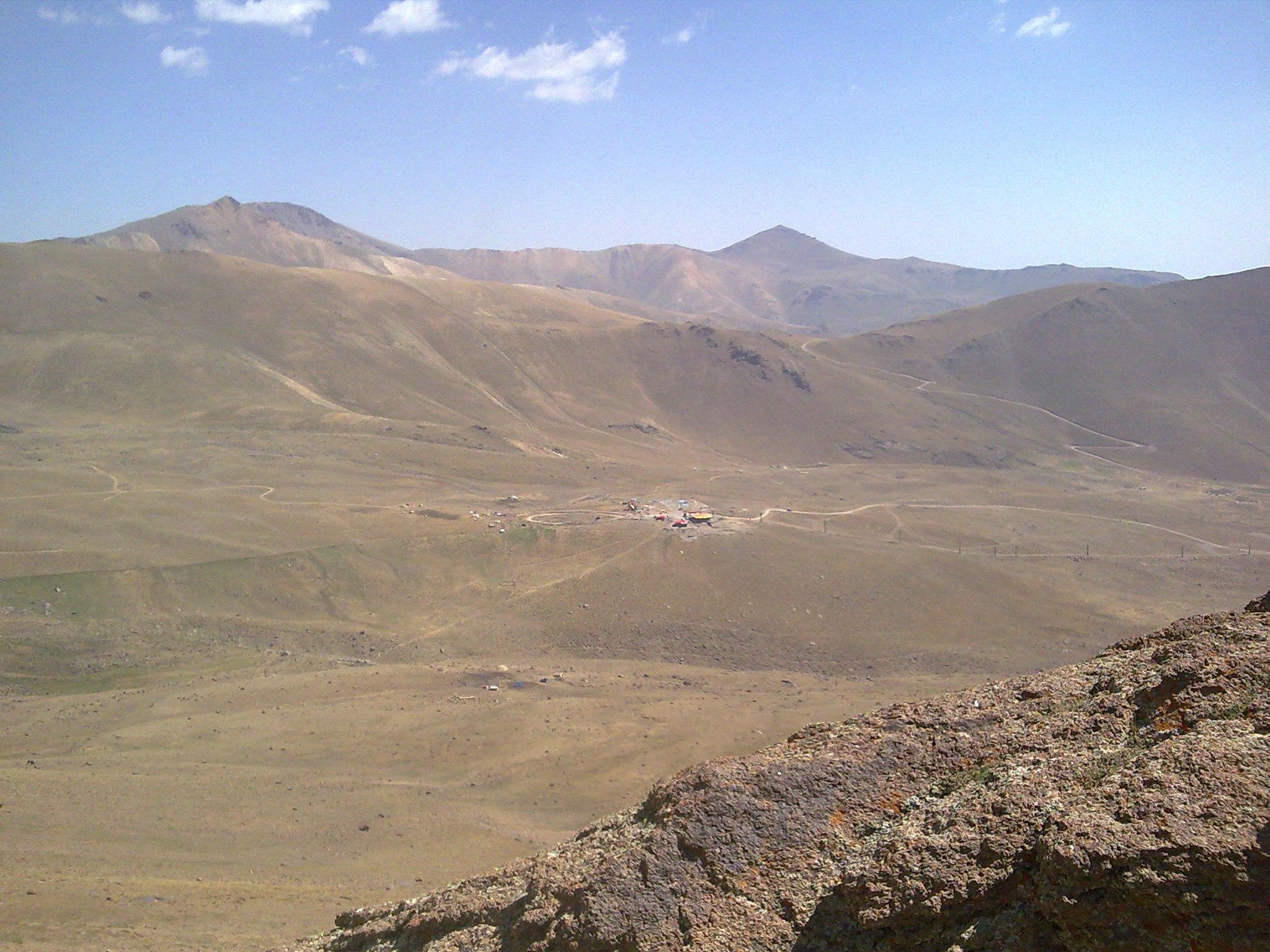
چشم‌اندازی از قله حاج مقصود از ارتفاعات آلوارس

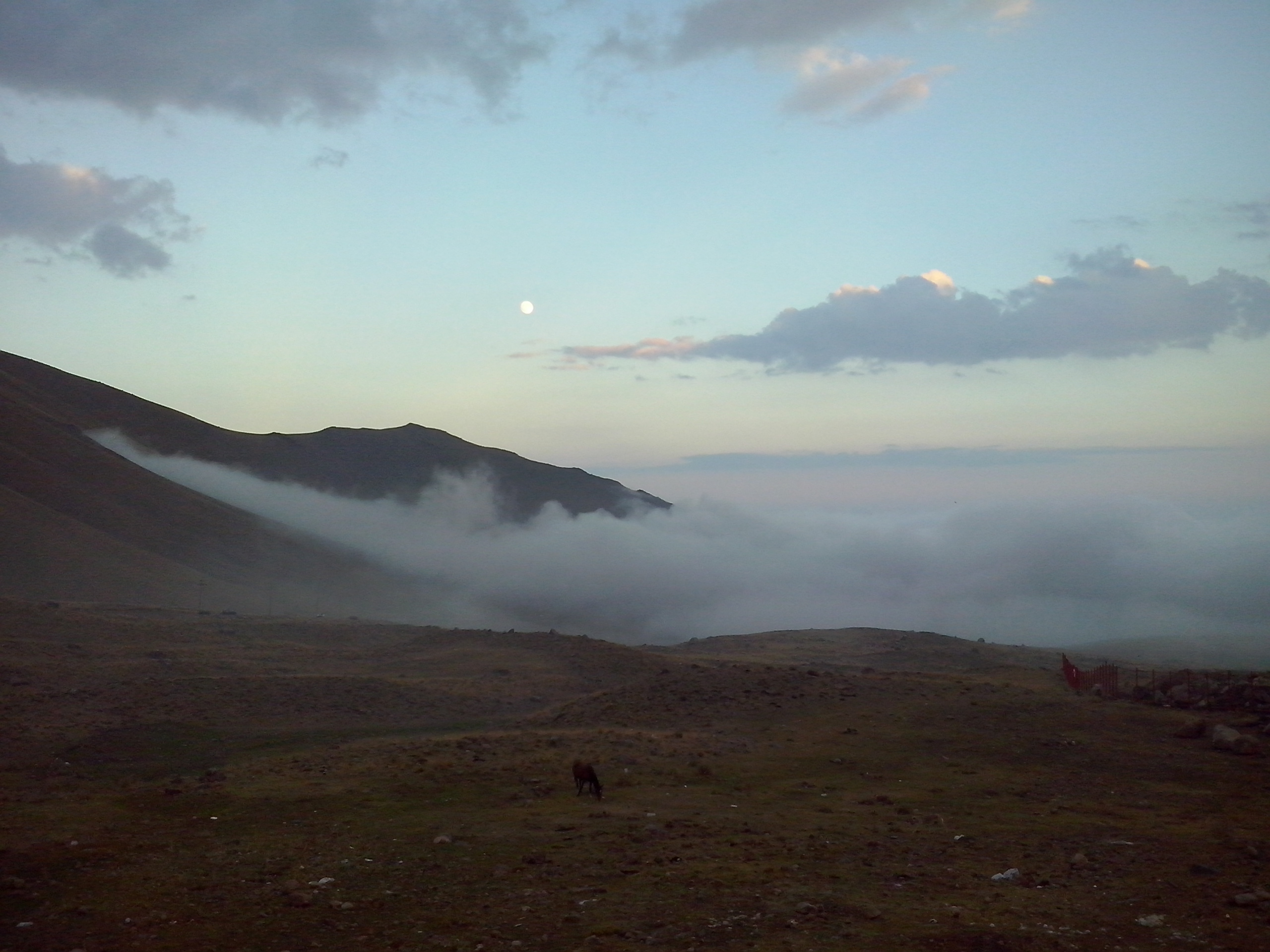
آلوارس.

آلوارس روستایی است که در استان اردبیل، شهرستان سرعین، بخش مرکزی قرار دارد. پیست اسکی آلوارس در دامنه کوه سبلان در این روستا واقع شده‌است.

## جمعیت
۰۷ نفر با ۱۹۹ خانوار بوده‌است.و در 12 کیلومتری سرعین قرار دارد.